# Estéfano
Fabio Alonso Salgado, mais conhecido como Estéfano, nascido em Cáli, Colômbia, é um músico, cantor, compositor e produtor musical.
Juntamente com Donato Poveda, formou um duo chamado Donato y Estefano, lançando três álbuns de estúdio entre 1995 a 1999. Após a dupla se desfazer, Estéfano passou a seguir carreira solo com seu álbum Código Personal: A Media Vida, lançado em 2005, uma coleção de músicas especialmente pessoais que o próprio compôs para ele mesmo cantar. No entanto, este álbum não foi tão bem sucedido como seu trabalho anterior para outros artistas.
Estéfano tem trabalhado com Julio Iglesias, Jennifer Lopez, Anahí, Shakira, Enrique Iglesias, Gloria Estefan, Jon Secada, Paulina Rubio, Noelia, Chayanne, Jerry Rivera, Thalía, entre outros.
Por seu trabalho no álbum Amar Sin Mentiras, do cantor e compositor norte-americano Marc Anthony, o produtor ganhou um Grammy na categoria "Melhor Álbum de Pop Latino".

## Discografia
Com Donato y Estefano
- Mar Adentro (1995)[4]
- Entre La Linea del Bien y la Linea del Mal (1997)[5]
- De Hombre a Mujer (1999)[6]
- Lo Mejor de Donato & Estéfano (2000)

Como artista solo
- Código Personal: A Media Vida (2005)